# البرلمانية (قناة جزائرية)
القناة البرلمانية هي قناة تلفزيونية جزائرية حكومية تهتم بالشأن البرلماني وهي تاسع قنوات للمؤسسة العمومية للتلفزيون الجزائري، أطلقت في سنة 2020، وتعد تجسيد لإلتزامات رئيس الجمهورية ومبدأ الخدمة العمومية، بترسيخ الديمقراطية وتعزيز المشاركة في الفعل السياسي.